# FC Gossau
Der FC Gossau ist ein Fussballverein aus der Stadt Gossau SG im Schweizer Kanton St. Gallen. Seit der Saison 2024/25 spielt er in der 2. Liga interregional, der fünfthöchsten Spielklasse in der Schweiz.

## Geschichte
Der FC Gossau wurde im Jahre 1906 gegründet und verbrachte die ersten 65 Jahre seiner Vereinsgeschichte in beinahe völliger Unbedeutendheit. Dies änderte sich 1971, als man mit einem 3:0-Sieg gegen den FC Widnau erstmals bis in die 1. Liga vorstiess, die die dritthöchste Spielklasse der Schweiz darstellt. Zwischen 1975 und 1978 gelang sogar der Aufstieg in die damals 14 Vereine umfassende NLB. Darauf folgten wechselvolle Jahre, in denen die Gossauer meist zwischen der 1. und der 2. Liga pendelten.
Nach dem erneuten Abstieg in die 2. Liga 1987 stellte Roger Hegi (später beim FC St. Gallen und dem Grasshopper Club Zürich) eine neue Mannschaft zusammen und leitete damit die "zweite Blütezeit" des FC Gossau in den Neunzigerjahren ein. 1992 gelang der Wiederaufstieg in die 1. Liga, der direkte Durchmarsch in die NLB folgte nach Siegen über den FC Solothurn und den FC Monthey. Trotz der massiven Reduktion der Liga um sieben Vereine gelang der Klassenerhalt, da man den FC Chiasso in den Entscheidungsspielen schlug. In der folgenden Saison war der Abstieg allerdings nicht mehr zu verhindern, zumal die NLB erneut um sechs Mannschaften verkleinert wurde. Nach dem Abstieg in die 1. Liga entstand unter Trainer Heinz Bigler sofort wieder eine starke Mannschaft, die sich in den Aufstiegsspielen gegen die starken Tessiner Clubs Ascona und Bellinzona durchsetzte und den sofortigen Wiederaufstieg schaffte.
Die bisher letzte NLB-Zugehörigkeit des FC Gossau (Saison 1996/97) dauerte jedoch nur ein Jahr. Nachdem die Mannschaft nach dem fünften Spieltag noch die Tabelle angeführt hatte, fiel sie in der Folge bis zur Winterpause auf den zweitletzten Tabellenplatz zurück. Auch ein Trainerwechsel und mehrere Verstärkungen führten nicht mehr zum Ligaerhalt. In der Folge spielte man mit wechselnden Erfolgen in der 1. Liga, bis zur Saison 2007/08 der erneute Aufstieg in die NLB gelang, die mittlerweile Challenge League heisst.
In der  Saison 2007/08 wurde der Ligaerhalt erreicht. In der Saison 2008/09 belegte Gossau den letzten Tabellenplatz der Challenge League, verblieb aber dennoch in dieser Spielklasse, da sich die Clubs FC Concordia Basel und FC La Chaux-de-Fonds freiwillig für einen Abstieg in die erste Liga entschieden hatten. Jedoch erreichte der FC Gossau in der Saison 2009/10 nur den letzten Platz, nachdem er einen freiwilligen Abstieg in die erste Liga angekündigt hatte.
Schlagzeilen machte der Klub, als er in den Sechzehntelfinals des Swisscom Cups 2007/08 den Favoriten FC St. Gallen im Derby mit 2:0 besiegte.
Zum Saisonende 2023/24 stieg der Verein in die fünfthöchste Liga der 2. Liga interregional ab.

## Spieler
- Rupert Marko (1994)
- Marco Zwyssig (1993–1996)
- Andreas Wagenhaus (1996–1997)
- Thomas Knöpfel (2005–2009, 2012–2018)
- Jean-Pierre Tcheutchoua (2007–2008)
- Enzo Todisco (2009–2017)